# Irrompible
Irrompible es el segundo disco del proyecto en solitario de Patricia Tapia, excantante de Nexx y actualmente segunda voz de Mägo de Oz, llamado Patricia Tapia KHY. Fue lanzado al mercado el día 15 de noviembre de 2011.

## Lista de canciones
| N.º | Título                                                                     | Duración |  |
| 1.  | «Principio sin final»                                                      |          |  |
| 2.  | «Vidas en ruinas»                                                          |          |  |
| 3.  | «Entre cristales»                                                          |          |  |
| 4.  | «Sin ti»                                                                   |          |  |
| 5.  | «En la inmensidad»                                                         |          |  |
| 6.  | «Te has rendido»                                                           |          |  |
| 7.  | «Vendiendo la fe»                                                          |          |  |
| 8.  | «Cuando se apague la luz (incluida en el álbum Love and Oz de Mägo de Oz)» |          |  |
| 9.  | «Mi tumba llora sin ti»                                                    |          |  |
| 10. | «Despertaré»                                                               |          |  |
| 11. | «Nada que ocultar»                                                         |          |  |
| 12. | «Acércate»                                                                 |          |  |
| 13. | «Miedo (iTunes)»                                                           |          |  |

## Integrantes
- Jaime de la Aldea: guitarra solista y rítmica
- Óscar Pérez: batería
- Juan Sánchez: guitarra rítmica y coros
- Javier Sane: bajo
- Juan Guadaño: teclados y coros
- Patricia Tapia: voz y coros

- Datos: Q6449341